# قلعه‌دره‌سی
قلعه‌دره‌سی (به لاتین: Qaladərəsi) یک منطقه مسکونی در جمهوری آذربایجان است که در شهرستان شماخی واقع شده است.